# Konstancin-Jeziorna
Konstancin-Jeziorna je město ve středním Polsku v Mazovském vojvodství v okrese Piaseczno. Nachází se asi 20 km jižně od centra Varšavy, na jejíž administrativní hranici leží. Je také součástí její metropolitní oblasti. Vzniklo v roce 1969 spojením se sousedními městy: rekreačním střediskem Skolimów-Konstancin a průmyslovou Jeziornou s několika vesnicemi. V roce 2024 zde žilo 16 857 obyvatel.
Město je známé svými historickými vilami a nákupním centrem v obnovené papírně z 19. století. Sídlí zde Americká škola ve Varšavě. Má také fotbalový tým s názvem Kosa Konstancin, který vytvořil bývalý profesionální fotbalista Roman Kosecki.

## Partnerská města
- Cēsis, Lotyšsko
- Denzlingen, Německo
- Hranice, Česko
- Kremenec, Ukrajina
- Leidschendam-Voorburg, Nizozemsko
- Naujoji Vilnia, Litva
- Pisogne, Polsko
- Saint-Germain-en-Laye, Francie

## Galerie

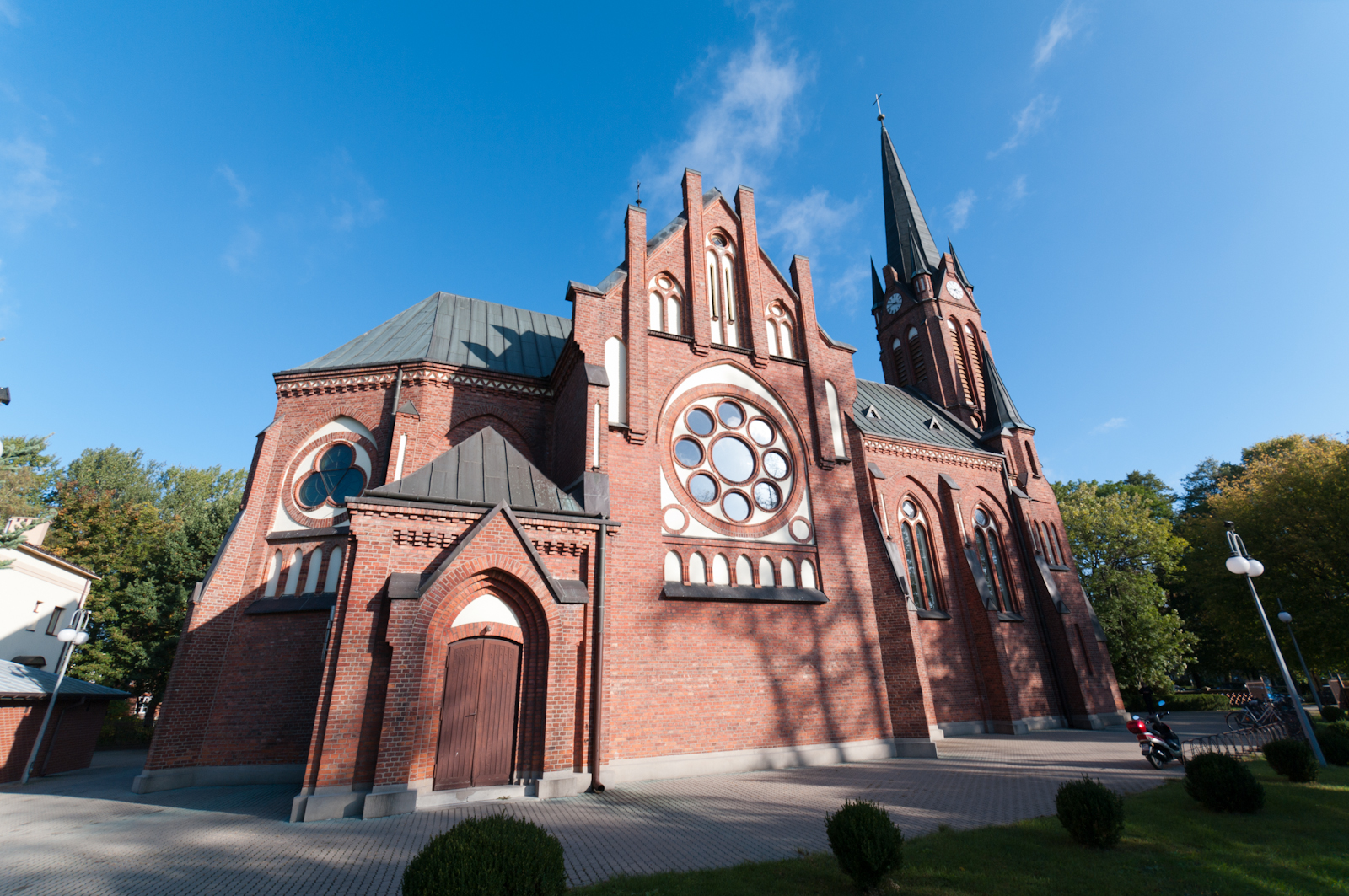
Kostel svatého Josefa
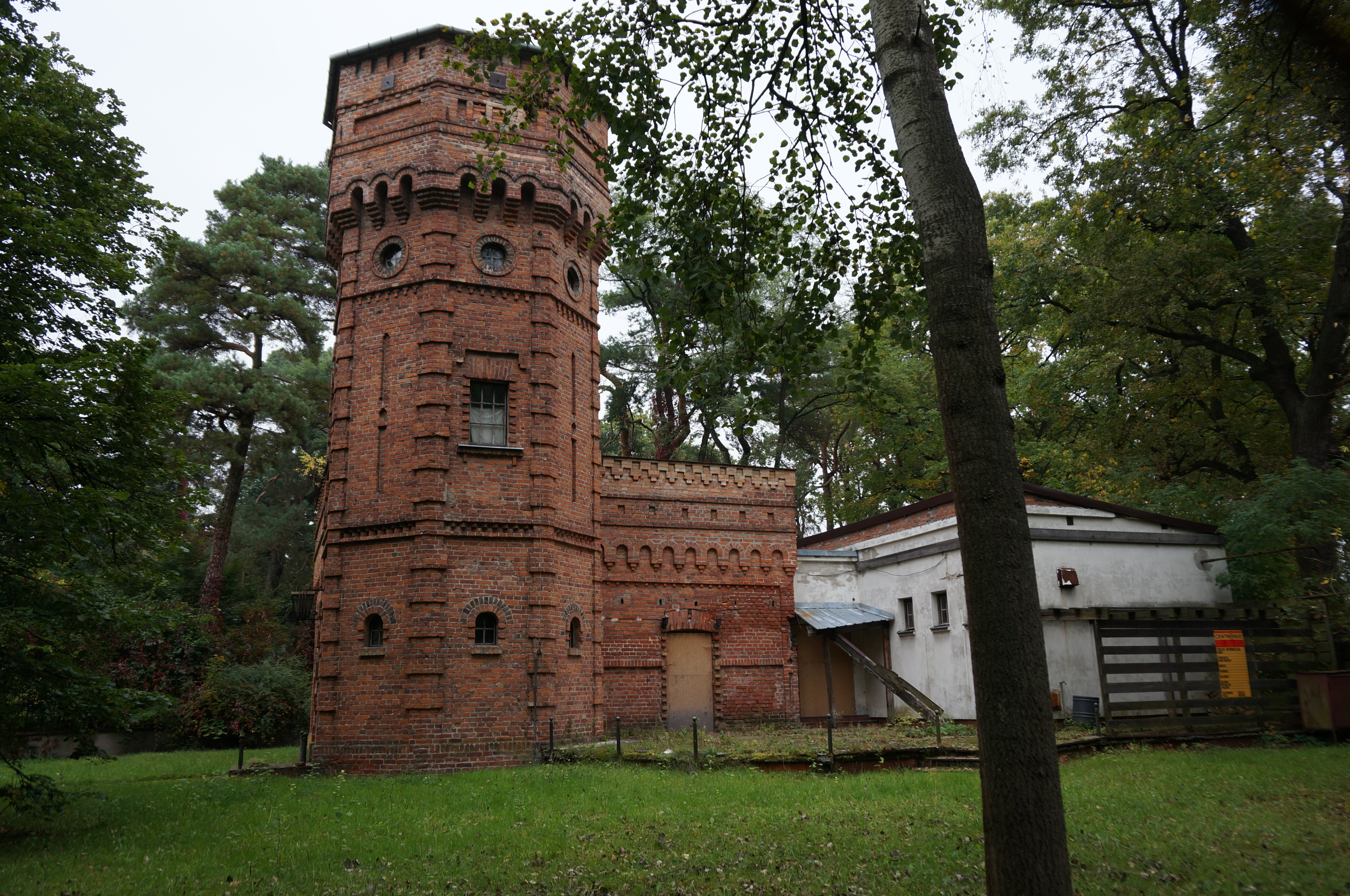
Vodárenská věž
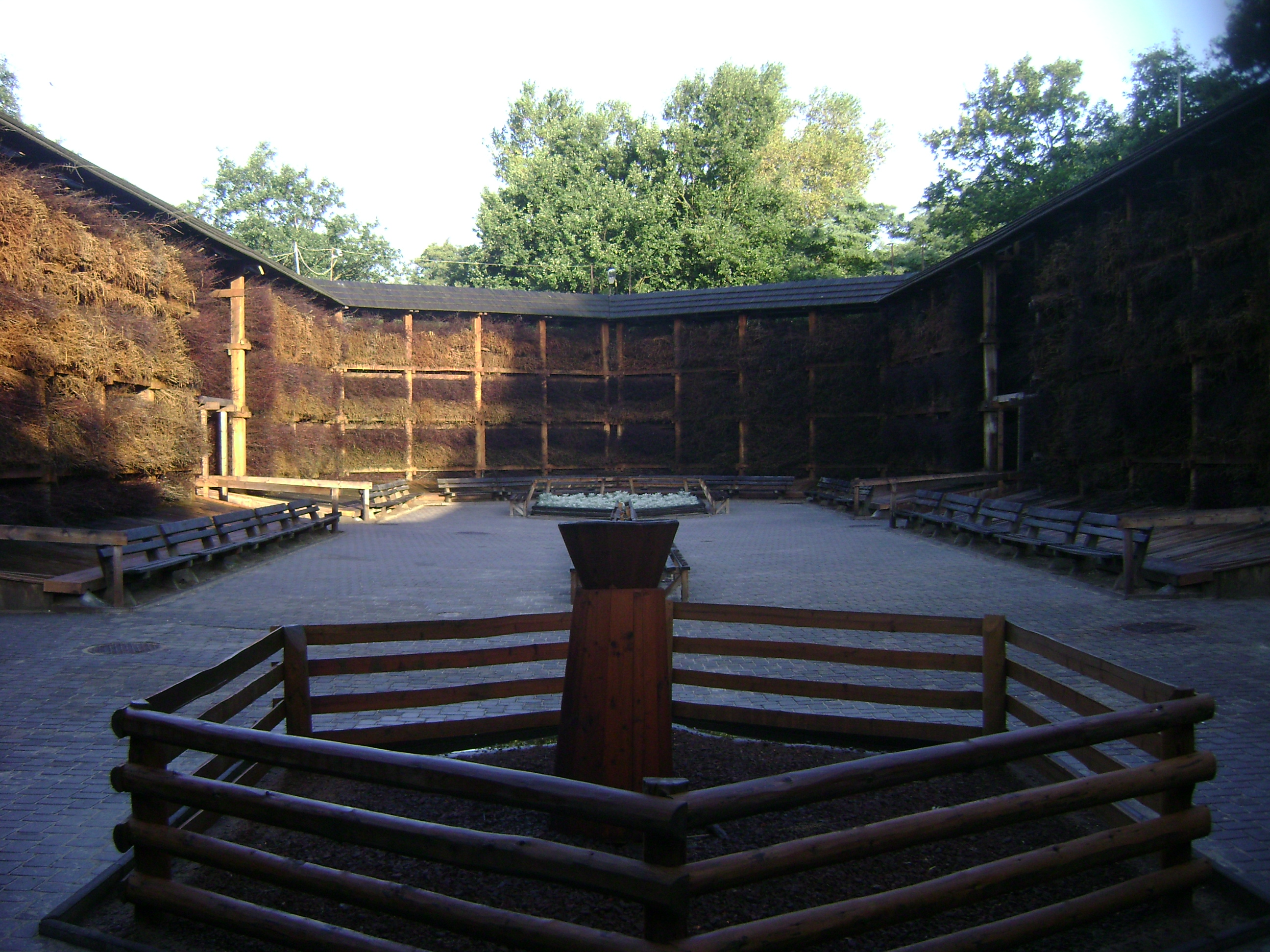
Gradovna
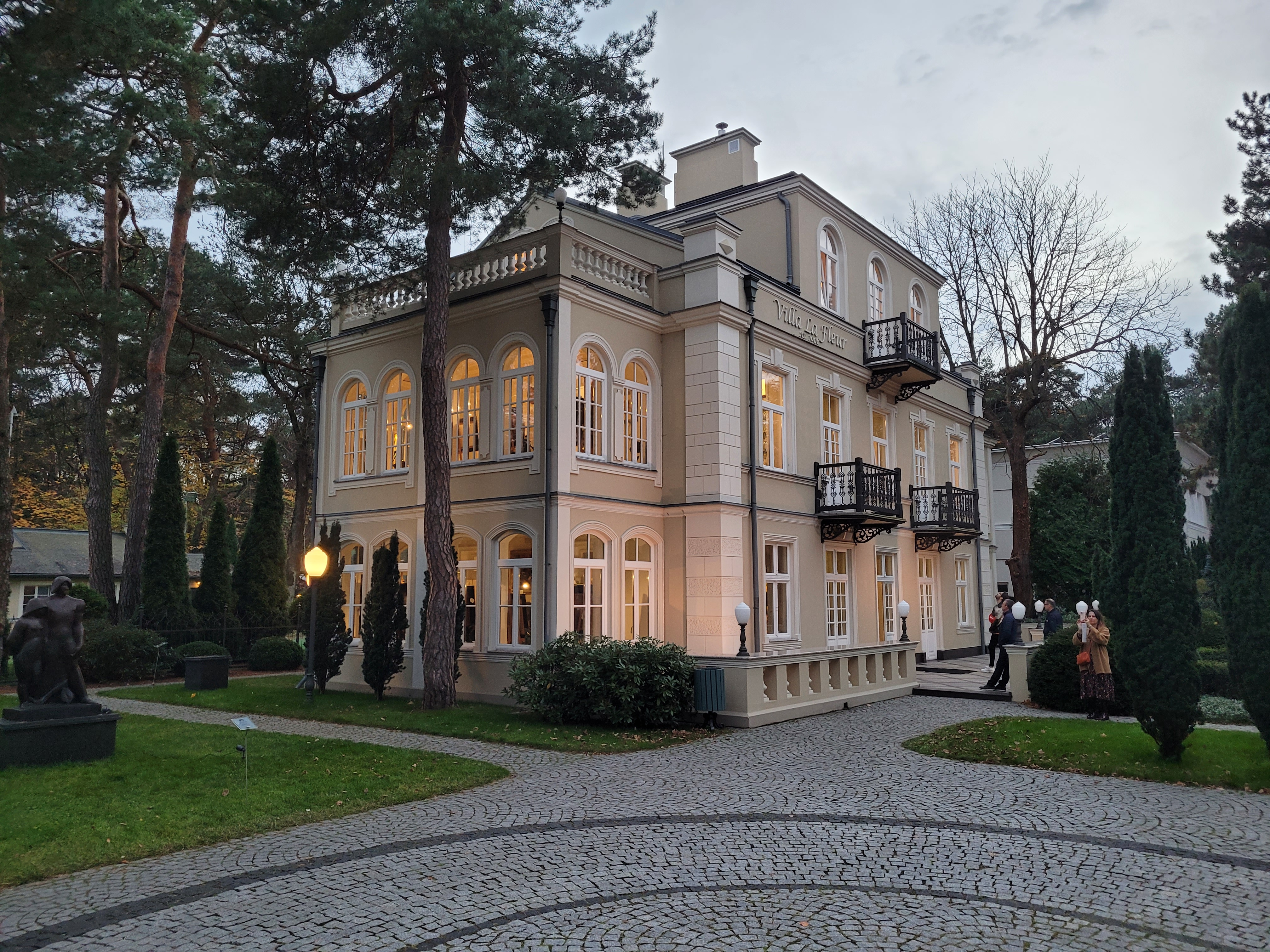
Vila La Fleur, Muzeum École de Paris